# Triumfetta heliocarpa
Triumfetta heliocarpa är en malvaväxtart som beskrevs av Karl Moritz Schumann. Triumfetta heliocarpa ingår i släktet triumfettor, och familjen malvaväxter. Inga underarter finns listade i Catalogue of Life.